# Las Knopówka

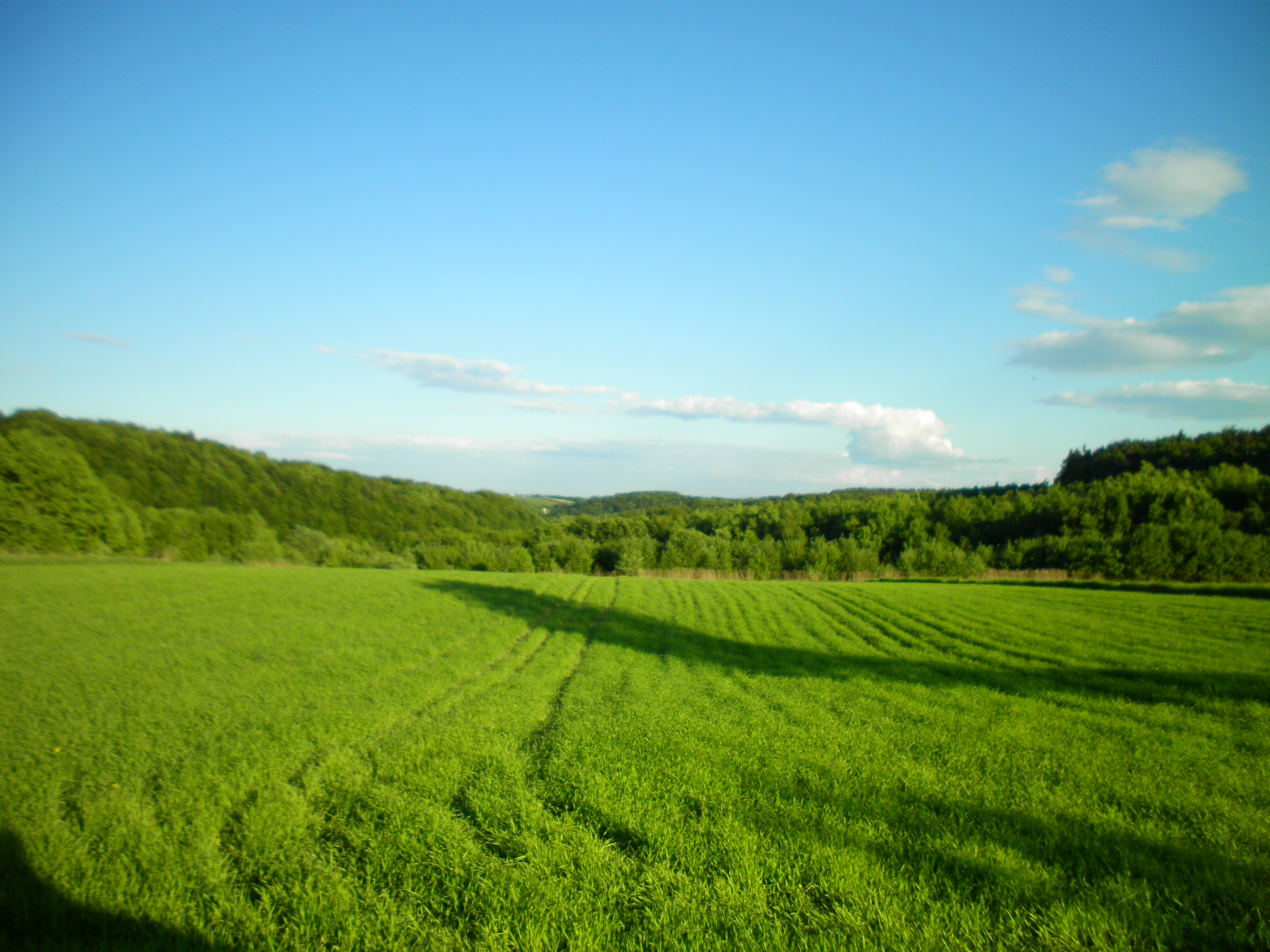
Las Knopówka

Las Knopówka lub Las Kropówka – fragment lasu położonego na obszarze południowej części Wyżyny Olkuskiej w północno-zachodniej części gminy Zabierzów na terenie rezerwatu przyrody Doliny Szklarki, pomiędzy miejscowościami Szklary a Radwanowicami (teren administracyjny wsi), po zachodniej stronie potoku Szklarki i drogi powiatowej Krzeszowice – Jerzmanowice.
Na początku XIV wieku był częścią kompleksu leśnego nazywanego Hutnicą. 13 listopada 1329 roku Władysław Łokietek zezwolił szklarzowi Hermanowi na założenie w lesie osady.
Od 1815 do lata 1914, przebiegała tedy granica dwóch cesarzy – austriackiego i rosyjskiego. Przez cały okres międzywojenny była też granicą województwa krakowskiego i kieleckiego, przez obszar przebiega podział obszarów diecezji krakowskiej i kieleckiej, a do 1975 powiatu chrzanowskiego i olkuskiego, a obecnie gminy Zabierzów i gminy Jerzmanowice-Przeginia. Południowo-zachodni skraj lasu graniczy z gminą Krzeszowice (na zachód od pstrągarni Rózin w Dubiu). W lesie wznosi się skała wapienna Knopówka.
Szlaki turystyczne:
 – z Radwanowic przez wschodnie zbocza Doliny Szklarki do Szklar.